# カラフルタウン岐阜
カラフルタウン岐阜（カラフルタウンぎふ）は、岐阜県岐阜市にある、イトーヨーカドー柳津店を中核とした、大型複合商業施設（ショッピングセンター）である。2000年（平成12年）11月10日開業。運営は株式会社トヨタオートモールクリエイト。

## 概要
トヨタ自動車グループ企業のトヨタ紡織が保有していた工場跡地に建設。近年の大型ショッピングセンターのトレンドである「長時間滞在型のショッピングセンター」（飲食、アミューズメント施設の併設）に加え、自動車メーカーらしく「カーライフの充実」に寄与するために岐阜県下トヨタ系ディーラー3社（4店舗）とダイハツディーラー1社（1店舗）がテナントとして入っており、常時約100台の新車が展示されている。
岐阜県下のトヨタ系ディーラー全3社（岐阜トヨタ自動車、岐阜トヨペット、トヨタカローラネッツ岐阜）と岐阜ダイハツは、当施設（オートモール）内に出店している店舗名称を全社「レインボーモール店」としている（ただしトヨタカローラネッツ岐阜は、旧カローラ店をカローラレインボーモール店、旧ネッツ店をネッツレインボーモール店としている）。なお、開業当時は、岐阜トヨタ自動車と岐阜トヨペット、岐阜ダイハツのほか、合併前のトヨタカローラ岐阜、ネッツトヨタ岐阜、トヨタビスタ岐阜（いずれも現在のトヨタカローラネッツ岐阜）が出店していた。
また、この店舗内にあるイトーヨーカドー柳津店は2011年（平成23年）1月16日、建物の老朽化などを理由に各務原店が閉店したため、2022年（令和4年）現在岐阜県内で唯一の店舗である。
屋上の看板はかつてはイトーヨーカドーのロゴマーク（2005年（平成17年）にセブン&アイ・ホールディングス仕様に変更）だったが、2020年（令和2年）のリニューアルでカラフルタウンのロゴマークに変更された。
2015年（平成27年）6月20日には、家電量販店の上新電機（ジョーシン）が2階イトーヨーカドー館にオープンした。これにより、イトーヨーカドーは1階のみに集約された。
2019年（令和元年）10月には、元カーロッツ跡地に野外型モールとして、モンベルを中核にしてコナズ珈琲、トレック、ペットフォレストなどが入店するエミノワが開業。
2020年（令和2年）10月2日にリニューアル第1弾が実施される。ミスタードーナツ、養老ミートや寿司のじんごろうなど8店舗が入店する。
2021年（令和3年）3月3日にリニューアル第2弾が実施され、1階イトーヨーカドーフロアがリニューアル改装され、GUやABCマートなど11店舗が新規入店・移転した。
2021年（令和3年）5月には、岐阜県で2店舗目となるLOFTがオープン。
2022年（令和4年）6月24日には、2013年（平成25年）5月末で閉店したマクドナルドが再オープンした。

## 主なテナント

### ショッピング
- イトーヨーカドー
- レインボーモール専門店街
- 十六銀行、大垣共立銀行 - 銀行
- ロイブ - ホットヨガスタジオ
- 無印良品 - 雑貨
- ABCマート - 靴
- 3coins - 生活雑貨
- セリア - 100円ショップ
- ニトリ - 家具
- ユニクロ - 服
- おかしひろば - 駄菓子
- アカチャンホンポ - マタニティー・ベビー
- 上新電機 - 家電
- くまざわ書店 - 本
- フィットハウス - アクセサリー
- ライトオン - 服
- JTB - 旅行
- じぶんまくら - 寝具

### カーライフ
- 岐阜トヨタ自動車 - 新車販売
- 岐阜トヨペット - 新車販売
- トヨタカローラネッツ岐阜 - 新車販売
- 岐阜ダイハツ - 新車販売
- キャンピングカーランド
- ジェームス - カー用品販売

### アミューズメント
- ナムコワンダーパーク - ゲームセンター

### TOHOシネマズ岐阜
2階にある、10スクリーン／2,096席（車椅子20席）を有するTOHOシネマズ株式会社が運営・経営するシネマコンプレックス。
- 2000年（平成12年）11月10日 - 「シネタウン岐阜」（東宝経営／中部興行運営）として開館。
- 2002年（平成14年）3月1日 - 運営が中部興行から中部東宝へ移管。
- 2004年（平成16年）11月11日 - 「TOHOシネマズ岐阜」へ改称。
- 2006年（平成18年）10月1日 - 経営が東宝からTOHOシネマズへ移管。
- 2008年（平成20年）3月1日 - 運営が中部東宝からTOHOシネマズへ移管。

## アクセス
- 名鉄竹鼻線 柳津駅から約1km。
- 岐阜バス：茜部三田洞線「カラフルタウン」バス停下車。
  - JR岐阜駅バスターミナル（岐阜駅北）4番のりば、名鉄岐阜のりば（名鉄岐阜駅西）2番のりばより「E76 カラフルタウン」行きに乗車、運賃は450円。
- 東海道新幹線 岐阜羽島駅から北へ約8km。
- 名神高速道路 岐阜羽島インターチェンジから北へ8km
- 東海北陸自動車道 一宮木曽川インターチェンジから西へ約7km。
- 名岐バイパス（国道22号）岐南インターチェンジから南西へ約6km。
- 境川らくちゃんバス：赤・青ルート「カラフルタウン」バス停下車。

※ 名鉄竹鼻線 柳津駅は2008年（平成20年）に移転し、300mほど遠くなった。